# Чолпін
Чолпін (пол. Czołpin) — село в Польщі, у гміні Добре Радзейовського повіту Куявсько-Поморського воєводства.
Населення — 92 особи (2011).

## Демографія
Демографічна структура станом на 31 березня 2011 року:
|          | Загалом | Допрацездатний вік | Працездатний вік | Постпрацездатний вік |
| -------- | ------- | ------------------ | ---------------- | -------------------- |
| Чоловіки | 47      | 11                 | 32               | 4                    |
| Жінки    | 45      | 8                  | 25               | 12                   |
| Разом    | 92      | 19                 | 57               | 16                   |